# Allium gomphrenoides
Allium gomphrenoides är en amaryllisväxtart som beskrevs av Pierre Edmond Boissier och Theodor Heinrich von Heldreich. Allium gomphrenoides ingår i släktet lökar, och familjen amaryllisväxter. IUCN kategoriserar arten globalt som otillräckligt studerad. Inga underarter finns listade i Catalogue of Life.